# 어느날 갑자기 두 번째 이야기 - 네 번째 층
《어느날 갑자기 두 번째 이야기 - 네 번째 층》은 2006년 7월 27일에 개봉한 공포 영화다.

## 캐스팅
- 김서형: 채민영 역
- 김유정: 여주희 역
- 조영진: 박병두 역
- 이황의: 한창수 역
- 오종훈: 최종식 역
- 박아인: 강현미 역
- 김영선: 박순옥 역
- 김민성: 민구 역
- 조연호: 생활지원센터 과장 역
- 김주후: 생활지원센터 직원 역
- 오길주: 황원길 전무 역
- 김자영: 도우미 아줌마 역
- 전헌태: 박 형사 역
- 김현희: 지은 역
- 반야성: 인테리어 실장 역
- 김경애: 할머니 역
- 최아람: 피부과 의사 역
- 최대훈: 현미 남자 친구 역
- 성경선: 수영 역
- 김민아: 상희 역
- 이진희: 놀이방 보모 역
- 손상범: 젊은 형사 역
- 김용대: 용달 기사 역